# Бингем, Хайрам
Хайрам Бингем (англ. Hiram Bingham; 19 ноября 1875 — 6 июня 1956) — американский археолог и политик, обессмертивший себя открытием «затерянного города инков» Мачу-Пикчу.

## Биография
Хайрам Бингем родился 19 ноября 1875 году в Гонолулу. Его отец и дед — миссионеры, занимавшиеся обращением в христианство жителей Гавайских островов. От отца Хайрам научился навыкам альпинизма, которые позволяли ему совершать путешествия в самых труднодоступных горных местностях. Так, в 1906 году он повторил путь Боливара из Венесуэлы в Колумбию, а два года спустя пересёк Анды по пути из Буэнос-Айреса в Лиму.
В 1911 году Бингем возглавил экспедицию, снаряжённую Йельским университетом на поиски затерянного города инков, который не смогли отыскать испанские конкистадоры. Из письменных источников по цивилизации инков следовало, что город имеет смысл искать в окрестностях Куско, в краю неприступных горных вершин.
Рискуя жизнью, Бингем посетил несколько археологических памятников цивилизации инков, 24 июля 1911 года обнаружил крепость Мачу-Пикчу, а в августе наткнулся на полуразрушенный дворец Виткос, где правитель инков Манко Юпанки прятался от конкистадоров. Свои открытия он описал в ставших бестселлерами книгах «Земля инков» (1922), «Мачу-Пикчу» (1930) и «Затерянный город инков» (1948).
Преподавал историю в Гарвардском университете и Принстонском университете. Большую часть своей преподавательской деятельности провёл в Йельском университете.
В 1922—1923 годах Бингем исполнял обязанности вице-губернатора Коннектикута,
в 1924 году был избран 84-м губернатором этого штата, но на другой день после вступления в должность ушёл в отставку, чтобы избраться в сенат. Его сыновья (от брака с внучкой ювелира Чарльза Тиффани) также играли заметную роль в американской политике.
Бингем скончался 6 июня 1956 года в Вашингтоне. Похоронен на вашингтонском Арлингтонском кладбище. В 2008 году американское и перуанское правительство достигли соглашения о возвращении в Перу части из 40 тысяч предметов цивилизации инков, вывезенных Бингемом в США.

## Память о Бингеме
- Хайрама Бингема называют одним из прототипов Индианы Джонса[7].
- В честь Хайрама Бингема назван кратер на Луне.
- В честь Хайрама Бингема назван один из поездов, принадлежащих перуанской железнодорожной компании и курсирующих между Куско (станция Порой) и Агуас-Кальентес[8].